# U 238
U 238 war ein deutsches U-Boot vom Typ VII C, das im Zweiten Weltkrieg von der deutschen Kriegsmarine eingesetzt wurde.

## Geschichte
Es wurde 1942 von der Germaniawerft in Kiel gebaut und am 20. Februar 1943 in den aktiven Dienst gestellt. Oberleutnant zur See Horst Hepp war während der kompletten Dienstdauer des Bootes der Kommandant. Er wurde später zum Kapitänleutnant befördert.

### Einsätze
Kommandant Horst Hepp unternahm mit U 238 nach den Ausbildungsfahrten in der Ostsee ab Anfang 1943 drei Feindfahrten.
Es war trotz seiner nur relativ kurzen Einsatzdauer ein erfolgreiches Boot. Es versenkte vier Frachter und beschädigte einen weiteren während der Einsätze in der Atlantikschlacht. Es griff jedoch erst ins Kriegsgeschehen ein, als der Wendepunkt bereits erreicht war und die Anti-U-Boot-Maßnahmen der alliierten Kräfte immer effizienter und somit gefährlicher wurden.

#### Erste Unternehmung
Die erste Patrouille von U 238 begann von Trondheim, Norwegen, aus als Teil der 1. U-Boot Flottille. Das Operationsgebiet war die Dänemarkstraße – eine Meerenge zwischen Grönland und Island – ausgangs der Nordsee. Dort, im so genannten “air cover gap” (deutsch: „Luftschutzlücke“), wurde es gegen alliierte Schiffe eingesetzt; denn in diesem Bereich war ein effektiver Schutz der alliierten Konvois durch Luftstreitkräfte nur sehr schwer möglich. Die erste Patrouille des Bootes war die mit Abstand erfolgreichste: am 20. September 1943 griff es einen großen Konvoi an, versenkte ein Schiff (7.176 BRT) und beschädigte ein weiteres. Drei Tage später gelangen drei weitere Versenkungen aus demselben Konvoi, zwei norwegische und ein britisches Schiff.

#### Zweite Unternehmung
Die zweite Feindfahrt von U 238 war weniger erfolgreich. Zwei Wochen nach dem Auslaufen aus Brest, Frankreich, wurde es von Avenger-Flugzeugen des Geleitträgers USS Bogue angegriffen. Durch diese Angriffe kamen zwei Matrosen zu Tode, fünf wurden verwundet und das Boot war gezwungen, für einen Monat im Hafen zu bleiben, um den erlittenen Schaden zu reparieren. Während dieser Operation hatte U 238 zwei britische Piloten gefangen genommen, deren Vickers Wellington von U 764 abgeschossen wurde.

#### Dritte Unternehmung
Die dritte und letzte Feindfahrt begann im Januar 1944, dauerte einen erfolglosen Monat lang und endete mit der Entdeckung durch die Sicherungsfahrzeuge der Geleitzüge SL 147 und MKS 38 435 km vor Cape Clear Island nahe der irischen Küste.

### Untergang
U 238 erwiderte die Angriffe des Gegners erfolglos und wurde am 9. Februar durch Treffer der britischen Sloops Magpie, Starling und Kite unter dem Kommando von Frederic John Walker versenkt. Alle 50 Besatzungsmitglieder fanden dabei den Tod.

## Versenkte und beschädigte Schiffe
| Datum              | Schiff                  | Nationalität    | Tonnage | Schicksal  | Lage   |
| ------------------ | ----------------------- | --------------- | ------- | ---------- | ------ |
| 20. September 1943 | SS Theodore Dwight Weld | US-amerikanisch | 7176    | versenkt   | (Lage) |
| 20. September 1943 | SS Fred Douglass        | US-amerikanisch | 7176    | beschädigt |        |
| 23. September 1943 | MV Oregon Express       | Norwegisch      | 3642    | versenkt   | (Lage) |
| 23. September 1943 | SS Fort Jemseg          | Britisch        | 7134    | versenkt   | (Lage) |
| 23. September 1943 | SS Skjelbred            | Norwegisch      | 5096    | versenkt   | (Lage) |

- Karte mit allen Koordinaten:
- OSM |
- WikiMap